# جريج لانسكي
جريج لانسكي(ولد 12 ديسمبر 1982) هو رجل أعمال ومستثمر فرنسي مقيم في الولايات المتحدة كما أنه أخرج عدداً من الأفلام الإباحية.